# Helicella orzai
Helicella orzai é uma espécie de gastrópode  da família Hygromiidae.
É endémica de Espanha.